# Jane H. Hill
Jane Hassler Hill (Berkeley (California) 27 de octubre de 1939-2 de noviembre de 2018) fue una filóloga, antropóloga, profesora universitaria y lingüista estadounidense que trabajaba de forma exhaustiva con las lenguas amerindias de la familia lingüística uto-azteca.

## Biografía
Obtuvo su doctorado en Filología en la Universidad de California en Los Ángeles (UCLA) en 1966, donde estudió con William Bright. Trabajó en lingüística descriptiva y escribió una gramática del cupeño. Hasta 2009 fue profesora de antropología y lingüística de la Universidad de Arizona. Ha contribuido en los campos de la antropología lingüística y de la sociolingüística con sus trabajos sobre el náhuatl y sobre las expresiones lingüísticas de racismo hacia los hispanohablantes en el Suroeste de Estados Unidos en sus obras sobre el Mock Spanish. También ha trabajado con el idioma o'odham junto con Ofelia Zepeda. De 1998 a 1999 fue presidenta de la American Anthropological Association. Es autora de más de un centenar de artículos en revistas especializadas y de seis libros: A Grammar of the Cupeño Language (1966); Regularities in Vocabulary Replacement in Modern Nahuatl (junto a Kenneth Cushman Hill, 1981), Metaphorical Switching in Modern Nahuatl: Change and Contradiction, Speaking Mexicano: The Dynamics of Syncretic Language in Central Mexico (1986)
y The Everyday Language of White Racism (2008).